# Показивач напредовања
Показивач, индикатор или трака напредовања (енгл. Progress bar) је графички контролни елемент чија је улога визуелизација напрпетка проширене компјутерске операције као што је преузимање података, пренос података или инсталација одређених програма. Понекад, графички приказ прати и текстуална репрезентација напретка, најчешће у процентима.
Још новије откриће представља неодређени показивач напретка који се најчешће користи у оним ситуацијама у којима је непознат обим задатка који је неопходно обавити или када се напредак обављања задатка не може установити на начин који је неопходан, како би се исти изразио процентуално. Овакав индикатор напретка користи различите покрете или неки друге индикаторе како би се приказао степен напретка, уместо приказа целокупног напретка попуњеношћу неког објекта. Самим тим, више подсећа на тробер него на показивач напретка. Постоји доста различитих индикатора напретка који нису у облику цеви.

## Историја
Сам концепт показивача напретка развијен је пре дигиталних рачунара. Године 1896. Керол Адамецки је направио дијаграм који је назвао Хармонограм, данас познатији као Гантограм. Његов рад није објављен све до 1931. године, када је објављен само на пољском језику. Данас, дијаграм носи име машинског инжењера Хенри Ганта, који је дизајнирао свој дијаграм у периоду између 1910. и 1915. године и популаризовао га на западу.
Поменути концепт је касније усвојен и у рачунарству. Године 1985. Бред Алан Мајерс је објавио рад под називом „процентуални индикатори напретка” на конференцији чија је тема била интеракција човека и рачунара.

## Перцепција
Приликом својих истраживања, Мајерс је захтевао од људи да покрећу одређене претраге базе података тако да је неким корисницима био доступан индикатор напретка, а некима не. Они корисници, који су током чекања пред собом имали индикатор напретка, цео су процес доживели доста позитивније. На основу тих истраживања, Мајерс је донео закључке да коришћење индикатора напретка позитивно утиче на кориснике, смањује нервозу и поспешује ефикасност.
Показивач напредовања обично користи линеарну функцију тако да је проценат попуњености директно пропорционалан количини посла који је завршен. Међутим, различити дискови, меморија, процесор, пропусни опсег, као и доста других фактора компликују ову процену. Сходно томе, показивач напредовања често има нелинеарно понашање као што су убрзавање, успоравање или паузе. Оваква понашања, када се укомбинују са човековом нелинеарном перцепцијом времена које је прошло, производе различита гледишта на то колико је неком показивачу напредовања потребно времена да се попуни. Међутим, ово има за последицу да се одређени показивач напредовања може модификовати тако да „делује” брже. Коначно, показано је да графички дизајн показивач напредовања може утицати на човекову перцепцију трајања процеса.